# NGC 4970
NGC 4970 is een lensvormig sterrenstelsel in het sterrenbeeld Waterslang. Het hemelobject werd op 26 maart 1789 ontdekt door de Duits-Britse astronoom William Herschel.

## Synoniemen
- IC 4196
- ESO 508-9
- MCG -4-31-33
- PGC 45466